# Golbey
Golbey is een Franse gemeente in het departement Vosges in de regio Grand Est. De gemeente telde 8.827 inwoners op 1 januari 2022.
Tot het in maart 2015 werd opgeheven viel Golbey onder het kanton Épinal-Ouest, daarna werd de hoofdplaats van het nieuwgevormde kanton Golbey. De gemeente en het kanton maken deel uit van het arrondissement Épinal.

## Geschiedenis
Aan het begin van de 18e eeuw was Golbey bijna geheel ontvolkt door de pest. Tot voorbij de helft van de 19e eeuw was Golbey een landelijke gemeente. De bouw aan de spoorweg en het Canal de l'Est zorgden voor een grote instroom van arbeiders. Er kwamen textielfabrieken. In de tweede helft van de 20e eeuw verdween de meeste industrie.

## Geografie
De oppervlakte van Golbey bedroeg op 1 januari 2022 9,49 vierkante kilometer; de bevolkingsdichtheid was toen 930,1 inwoners per km². De gemeente ligt op de linkeroever van de Moezel.
De onderstaande kaart toont de ligging van Golbey met de belangrijkste infrastructuur en aangrenzende gemeenten.

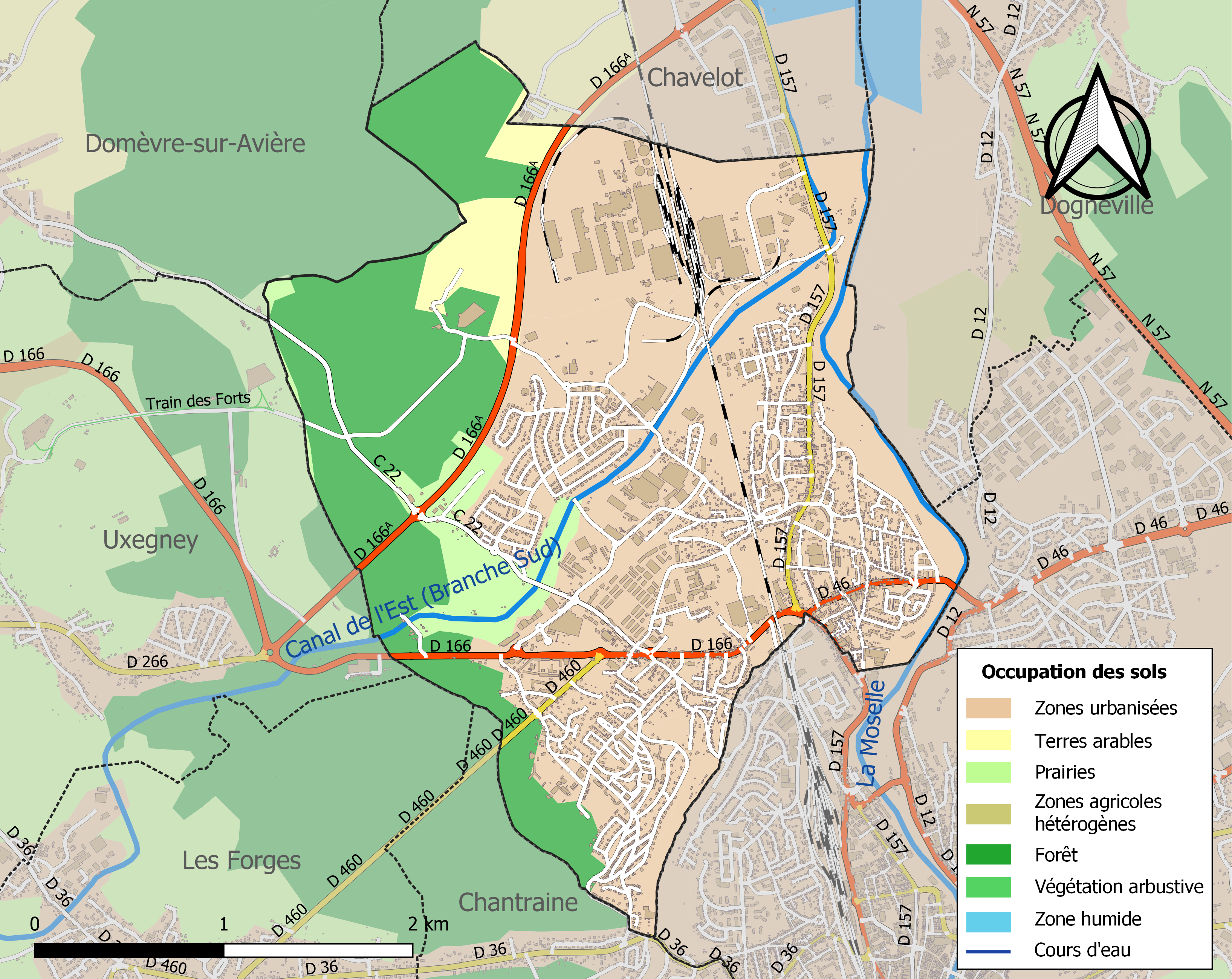

## Demografie
Onderstaande figuur toont het verloop van het inwonertal (bron: INSEE-tellingen).